# Otto Strandman
Otto August Strandman (Vandu, 30 novembre 1875 – Kadrina, 5 febbraio 1941) è stato un politico, avvocato e diplomatico estone.
Ricoprì la carica di primo ministro nel 1919 e fu il X Anziano Capo dello Stato dell'Estonia (1929 - 1931).

## Biografia
Fu uno dei leader del Partito Estone del Lavoro, formazione di centro-sinistra che vide la sua massima espansione nelle elezioni tra il 1919 e il 1920. Strandman fu una figura chiave nel predisporre la riforma agraria che ridistribuì le proprietà terriere, allora appartenute all'aristocrazia tedesca baltica, ai nativi estoni e nel comporre la prima costituzione estone del 1920. Ricoprì inoltre la carica di Ministro dell'Agricoltura tra il 1918 e il 1919; Ministro della Giustizia 1918 (come delegato), 1920 - 1921, Ministro delle Finanze 1924, Ministro degli Affari Esteri 1918, 1920 - 1921 e 1924; e Ministro della Difesa (Guerra), 1919.
Mentre era in carica come Ministro delle Finanze, egli stabilizzò l'economia e riuscì a evitare l'iperinflazione. Strandman fu anche Presidente del Maapäev (1917 - 1918) e del Riigikogu (1921). Nel 1924, introdusse la nuova moneta estone suggerendo di chiamarla Corona estone, nome che veniva dalle tradizioni scandinave.
Fu un diplomatico, ambasciatore dell'Estonia a Varsavia in Polonia (1927-1929), a Parigi in Francia e al Vaticano (1933-1939).
Durante la prima occupazione sovietica nel 1941, a Strandman venne ordinato di presentarsi al quartier generale NKDV. Conoscendo i violenti mezzi di repressione della polizia sovietica e il suo probabile triste destino, preferì suicidarsi nella sua casa a Kadrina. Aveva 65 anni.

## Primi anni
Nacque a Vandu un villaggio di Kadrina nella contea di Viru, che allora faceva parte del Governatorato dell'Estonia sotto il regime dell'Impero russo. Il padre Hans Strandman era un insegnante e Otto poté essere educato inizialmente dal padre finché non passò a frequentare la scuola di Rakvere nel 1886 e successivamente il liceo statale Alessandro I a Tallinn e a San Pietroburgo. Infine si diplomò, come privatista nel 1896 dopo un esame, alla Scuola superiore del Governatorato dell' Estonia, a Tallinn.
Dopo il suo diploma, Strandman lavorò come funzionario nell'ufficio della Banca di Stato dell'Impero russo, nella sede di Tallinn fino a che non intraprese gli studi di Legge all'Università di Tartu nel 1899, che continuò dal 1901 all'Università di San Pietroburgo laureandosi nel 1903.

## Carriera

### Gli inizi
Strandman intraprese la carriera di avvocato, a Narva e a Tallinn, divenne famoso per la sua facile eloquenza e per questo motivo venne eletto nel consiglio cittadino di Tallinn tra il 1904 ed il 1905. Come avvocato egli si distinse per perseguire la strenua difesa contro i soprusi dei proprietari terrieri, i Tedeschi del Baltico e contro l'arroganza del regime militare dello Stato centrale Russo.
Strandman fu anche un attivista nelle file dell'organizzazione nazionale estone, popolo quest'ultimo che auspicava da tempo una libera autodeterminazione.
Divenne autore delle riforme dell'autogoverno, in cui supportò la definitiva autonomia nazionale dei Governatorati Baltici.
Strandman fu tra gli estoni che, in quel tempo, si distinsero per l'azione e l'iniziativa di comporre ideare e stilare un disegno di riforma indipendentista e autogovernativa.
Tuttavia, nel corso della Rivoluzione Russa del 1905, Strandman fu catturato dal regime russo e fu costretto ad esiliare all'estero, insieme a molti altri attivisti indipendentisti estoni. Durante la rivoluzione, i suoi ideali furono molto più socialisti radicali, che non in seguito nella sua vita. Durante gli anni dell'esilio Strandman visse in Svizzera e in altri paesi europei. Durante questo periodo Strandman, insieme ad altri esuli estoni alla fine riuscirono a formare il progetto di riforma di autodeterminazione e governo indipendente estone, ma non fu mai messo in atto.
Nel 1906 Strandmand infine poté tornare nell'Impero russo, ma gli fu bandito di rientrare nel territorio dei governatorati baltici per ulteriori tre anni. Fu così costretto a vivere tra Narva e San Pietroburgo. Rientrò in Estonia solo nel 1909 e lavorò come procuratore legale, difendendo i partecipanti estoni alla Rivoluzione Russa del 1905. Divenne anche un fervente militante e difensore del libero diritto di stampa e di parola nei mass media locali. Nel 1917 fu nominato pubblico ministero alla Corte Distrettuale di Tallinn.
Nel marzo 1917, Strandman e alcuni altri politici noti, che si erano distinti per supportare l'idea di un'autonomia estone, vennero scelti per stilare un nuovo disegno di legge di riforma dell'auto-governo estone che alla fine sfociò nel Governatorato autonomo dell'Estonia. Strandman fu nuovamente eletto nel consiglio cittadino di Tallinn e nell'estate del 1917, fu un membro della lista del Partito Radical-Socialista Estone capeggiato da Jüri Wilms, nel nascente Assemblea provinciale estone (il Maapäev).
Strandman divenne il Presidente di questo nuovo organo rappresentativo tra il 25 ottobre 1917 ed il 27 novembre 1918, anche se interrotto da brevi periodi di mancata attività, per via della Rivoluzione Russa e per la breve occupazione tedesca. Finita la rivoluzione russa d'ottobre, Strandman fu a capo nella sessione del Maapäev del 28 novembre 1917. Questa fu la storica sessione in cui l'assemblea si dichiarò come il più alto e legittimato potere in Estonia. Ciò aprì la strada ad un'inevitabile indipendenza totale dell'Estonia, che qualche mese dopo, con il termine della prima guerra mondiale e dell'occupazione tedesca, determinò altresì lo scoppio di una violenta guerra di indipendenza contro l'invasione e la rappresaglia dei bolscevichi sovietici, ancora desiderosi di riprendersi il potere già precedentemente perduto in Estonia.
Durante tutto questo periodo Strandman si distinse sempre per l'ideale di neutralità e puntualità, caratteristica che lo contraddistinguerà per tutta la sua vita futura.

### Leader del Centro-sinistra
Dopo che Jüri Wilms morì in Finlandia in misteriose circostanze, Strandman divenne delegato Ministro di Giustizia. Fu anche uno dei leader del Partito Radical-Socialista Estone, che venne da quel momento rinominato Partito Estone del Lavoro e trasformato in un partito di centro-sinistra, più moderato, di direzione centrista. Tuttavia Strandman durante la breve occupazione tedesca venne arrestato dai tedeschi, nell'estate del 1918.
Con la fine dell'occupazione tedesca egli continuò la sua attività nel Governo Provvisorio estone, dapprima come Ministro degli Esteri, poi come Ministro dell'Agricoltura. Mentre lavorò al ministero dell'Agricoltura Strandman divenne il personaggio chiave per ideare, comporre, e implementare la Riforma Agraria. Essendo un leader del Partito Estone del Lavoro, egli dovette combattere strenuamente per rendere questa riforma, basilare per l'ottenimento del potere nelle mani della popolazione locale estone, più radicale possibile. Il vittorioso risultato fu che le terre, storicamente appartenute dal medioevo all'aristocrazia tedesca, vennero totalmente redistribuite agli estoni locali.
La sua carriera diplomatica iniziò nel Dicembre 1918, quando prese parte nella Delegazione Estone in Svezia, come Ministro degli Affari Esteri (delegato), richiedendo il supporto agli svedesi nella Guerra d'indipendenza estone. Alla fine riuscì a spuntare una spedizione di un gruppo di volontari svedesi nella guerra. Per pagarsi il proprio viaggio a Stoccolma, Strandman dovette vendere la propria mobilia di casa.
Nelle elezioni dell'Assemblea Costituente Estone del 1919, il Partito Estone del Lavoro conquistò 30 dei 120 seggi e la maggioranza andò ai partiti di centro-sinistra. Questo fatto diede la possibilità al partito di dar forma alla politica estone su larga scala. Otto Strandman divenne il primo Presidente del Consiglio dei Ministri della nazione estone l'8 maggio 1919 e ad iterim divenne anche il Ministro della Guerra (Difesa).
Il primo governo di Strandman fu di una coalizione di centro-sinistra congiunto con il Partito del Popolo Estone e il Partito dei Lavoratori Socialdemocratici Estoni. Tuttavia il Partito del Popolo Estone abbandonò la coalizione in settembre ed il governo di Strandman dovette rassegnare le dimissioni il 18 novembre 1919, restando al potere per sei mesi.
Il Partito Estone del Lavoro diretto da Ants Piip fu parte di un partito di minoranza governativa tra il 26 ottobre 1920 e il 25 gennaio 1921, quando Strandman ricopriva sia la carica di Ministro degli Esteri, sia quella di Ministro di Giustizia. Come Ministro degli Esteri stabilì relazioni diplomatiche tra l'Estonia e i Sovietici. Ciò rese l'Estonia il primo paese ad avere relazioni con i sovietici bolscevichi. Il fine estone fu quello di ottenere una pace ed un riconoscimento definitivo, anche da parte dei sovietici, dell'Estonia indipendente. Effettivamente la cosa avvenne.
Le elezioni del 1920 portarono il Partito Estone del Lavoro ad essere il maggior partito estone con 22 seggi su 100 al nuovo Riigikogu, il primo parlamento sotto i dettami della Prima Costituzione estone, ma anche i partiti avversari del centro-destra si rafforzarono ampiamente. Il Partito Estone del Lavoro restò nella coalizione ma alla guida come Anziano Capo di Stato venne nominato Konstantin Päts del Partito dei Contadini.
Strandman fu eletto Presidente del Riigikogu dal 4 gennaio ed il 18 novembre del 1921.
Joan kukk fu alla guida di un altro governo del Partito Estone del Lavoro, nel 1922 - 1923 ma a Strandman furono affidate cariche ministeriali solo successivamente, nel governo dei Democratici Cristiani capeggiato da Friedrich Akel, dove ricoprì la carica di Ministro degli Esteri tra il 26 marzo 1924 ed il 14 maggio 1924 e poi fu Ministro delle finanze fino al 16 dicembre 1924.

### Politiche economiche
Strandman si era già occupato di affari di finanza in precedenza. Il 7 e il 19 dicembre 1923, egli accusò come responsabile dei lunghi termini di inflazione il Ministro delle finanze in carica, Georg Vestel, durante le sedute del Riigikogu, a seguito di non corrette spese del tesoro dello Stato. Fu il severo criticismo di Strandman che alla fine fece vacillare il governo di Konstantin Päts portandolo alla sua caduta. Tuttavia questo gesto onesto ma estremo gli causò un allontanamento dalla politica dal 1924 al 1931.
Terminata la guerra di indipendenza, molti affari erano sorti velocemente e l'industria si era sviluppata su prestiti finanziari, che alla fine portarono in difficoltà all'intera finanza statale. In qualità di Ministro delle finanze, Strandman propose un piano per il risviluppo economico, che prevedeva una riduzione dei prestiti, il taglio delle spese a bilancio dello Stato, e il raggiungimento di un attivo commerciale, introducendo i dazi doganali. Sulle prime battute la sua azione vide un timido effetto che lo portò al centro di feroci critiche, sia dal centro-sinistra che dal centro-destra. Tuttavia il Marco estone alla fine si stabilizzò, con il risultato di integrare maggiormente l'economia estone al resto dell'Europa. Egli altresì fu favorevole a basare l'economia sull'agricoltura piuttosto che importare questi prodotti da Russia ed Europa, guardando alla Danimarca come modello di paese agricolo. Sui giornali e nei mass-media in generale, le sue politiche furono sbeffardamente chiamate UMP (Uus Majanduspoliitika - Nuova Politica Economica) e KUMP (Kõige uuem majanduspoliitika - La più recente politica economica) dopo la politica economica nell'Unione Sovietica del tempo. Strandman non incolpava il suo predecessore, Georg Vestel, per aver creato deliberatamente un'iperinflazione, ma solo per il superficiale ottimismo delle sue scelte politiche.
Per quasi cinque anni Otto strandman non ottenne alcun importante incarico governativo. Comunque rimase attivo in politica e fu stimato per la sua chiara eloquenza. Come leader del centro sinistra, il suo lavoro continuò ad avere un grand effetto sull'economia poiché egli perseguì lo stesso tipo di politica che aveva sviluppato durante il suo incarico come Ministro delle finanze. Lo storico dell'economia Jaak Valge affermò che, fu grazie all'azione rapida e decisiva di Strandman che l'Estonia del tempo fu in grado di evitare una iperinflazione all'inizio degli anni venti. Fu Otto Strandman che suggerì di dare il nome di Corona alla nuova moneta estone, come da antiche tradizioni scandinave.

### L'ultima fase della carriera politica
Quando il Partito Estone del Lavoro lentamente si portò da posizioni di sinistra verso posizioni di centro, la sua popolarità diminuì, lasciandosi alle spalle l'alto consenso raggiunto nell'Assemblea costituente estone del 1919 e le successive elezioni del Riigikogu del 1920. Il Partito di Strandman guadagnò solo 12 seggi su 100 alle elezioni del 1923, 13 seggi nel 1926 e 10 nel 1929, fino a che si fuse insieme ad altri partiti formando il Partito Nazionale di Centro nel 1932.
Durante una crisi di governo del 1926, il Presidente del Riigikogu, Karl August Einbund propose a Strandman di formare un governo. Il suo programma politico ancora consisteva in tagli al bilancio dello Stato e riduzione dei prestiti, cosa profondamente inaccettabile dall'ala destra dei conservatori Partito dei Coloni e Assemblea dei Contadini.
Dal 1927 al 1929, Strandman ricoprì la carica di Ambasciatore dell'Estonia rispettivamente in Polonia, Cecoslovacchia, Romania, risiedendo a Varsavia. Nel giugno del 1929 inaspettatamente diede le dimissioni all'incarico per ritornare alla politica in Estonia a capo del suo secondo governo dal 9 luglio 1929. Fu una coalizione di vari partiti: Partito Estone del Lavoro, Partito del Popolo Estone, Partito Democratico Cristiano Estone, Assemblea dei Contadini e Partito dei Coloni. La coalizione governativa era composta da quasi tutti i partiti, a partire dal centro sinistra all'estrema destra. Prima di prendere l'incarico Strandman criticò l'intero Parlamento estone che non si limitò a definire una fabbrica di leggi inadeguate. Il suo governo rimase in carica fino al 12 febbraio 1931. Fu comunque un'ironia della sorte che la Grande depressione del 1929 raggiunse l'Estonia quando al governo c'era Strandman, un uomo, che aveva sempre perseguito gli ideali economici di cautela e di controllo delle politiche finanziarie. Fu comunque grazie alla sua elevata conoscenza della materia economico-finanziaria che il suo governo poté resistere per un periodo relativamente lungo di un anno e sette mesi.
Durante il periodo del suo ultimo mandato governativo, Strandman fece visita di stato alla Polonia nel febbraio del 1930 dove egli incontrò sia il Presidente Ignacy Mościcki e Marshal Józef Piłsudski per formare un'Intesa Baltica, che tuttavia non trovò l'appoggio dei Polacchi. Sulla via del ritorno si fermò a Vilnius che al tempo era sotto i controllo della Polonia. In quell'occasione, il Ministro degli Esteri lituano protestò perché, secondo quest'ultimo, l'Estonia non stava trattando la disputa su Vilnius con neutralità., danneggiando le relazioni tra Estonia e Lituania, che si risanarono comunque nel 1931. Nell'Agosto del 1930 Strandman accolse nuovamente il Presidente Ignacy Mościcki in Estonia.

#### Membro del Parlamento
- 1917 - 1919 Assemblea Provinciale Estone (Maapäev)
- 1919 - 1920 Assemblea Costituente Estone
- 1920 - 1923 I Riigikogu
- 1923 - 1926 II Riigikogu
- 1926 - 1929 III Riigikogu
- 1929 - 1932 IV Riigikogu
- 1932 V Riigikogu

#### L'ultima carriera diplomatica e il decesso
Dal 1933 al 1939 Strandman ricoprì varie cariche diplomatiche. Fu Ambasciatore dell'Estonia in: Francia, Belgio, Spagna e Vaticano, risiedendo a Parigi. Nel 1936, insieme a Juhan Kukk, Ants Piip, Jaan Teemant e Jaan Tõnisson firmò una richiesta formale all'Anziano Capo di Stato in carica Konstantin Päts affinché si ristabilissero le libertà civili e si ponesse fine al suo ruolo sempre più autoritario.
Nel 1938 Strandman fu nominato giudice alla Corte internazionale di giustizia de L'Aia.
Nel 1939 Strandman ritornò in Estonia e rassegnò le dimissioni ritirandosi dalla vita politica per problemi di salute ed avanzata età. Poiché ritiratosi venne lasciato solo dopo l'Occupazione sovietica del 1940. Tuttavia ricevette ugualmente un mandato di comparizione di fronte al NKVD. Conoscendo i violenti mezzi di persecuzione attuati dai sovietici e presumendo il suo triste destino, preferì togliersi la vita sparandosi un colpo di pistola nella sua casa a Kadrina nel 1941. È sepolto nel cimitero di Tallinn.

## Attività culturali
Strandman prese parte al comitato della Società dell'Estonia e fece parte della Società di Prestito e Risparmio di Tallinn,
(in estone: Tallinna Vastastikune Krediitühisus). Fu un membro della Società degli Studenti Estoni dal 1899 e ricevette la laurea ad honorem dall'Università di Tartu nel 1928 e dall'Università di Varsavia nel 1930.
Strandman rinunciò a tutte le onorificenze e ai premi che gli vennero attribuiti.

## Vita privata
Nel 1907 Strandman si sposò con Lydia Hidrikson (1889 - 1934).
I loro due primi figli, Hella (1909 - 1913) e Hans (1911 - 1913), morirono in tenera età.
La terza figlia Lydia (1914 - 1966) morì negli anni sessanta.